# Lawrence Experiment Station

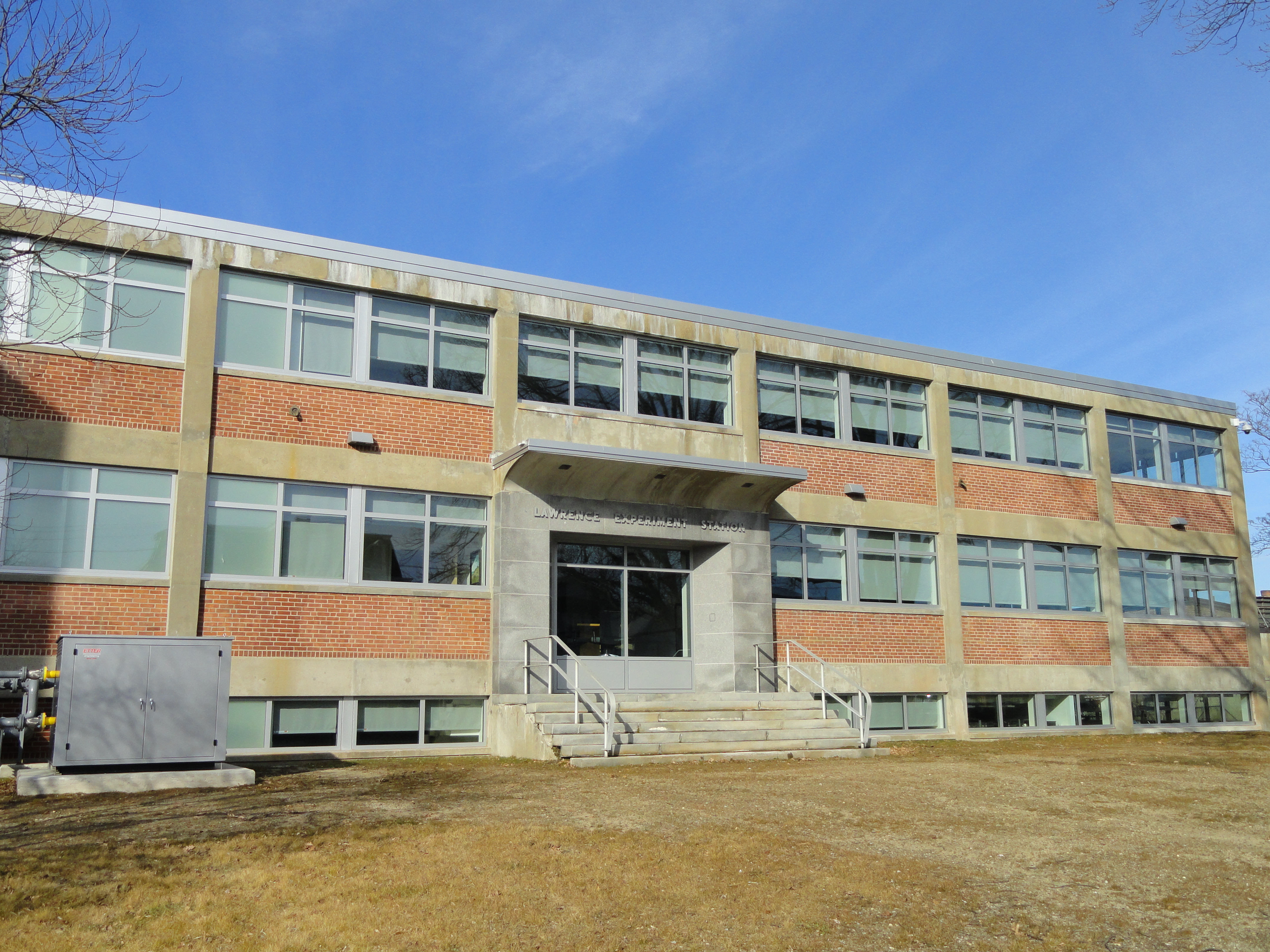
Laborgebäude von 1954

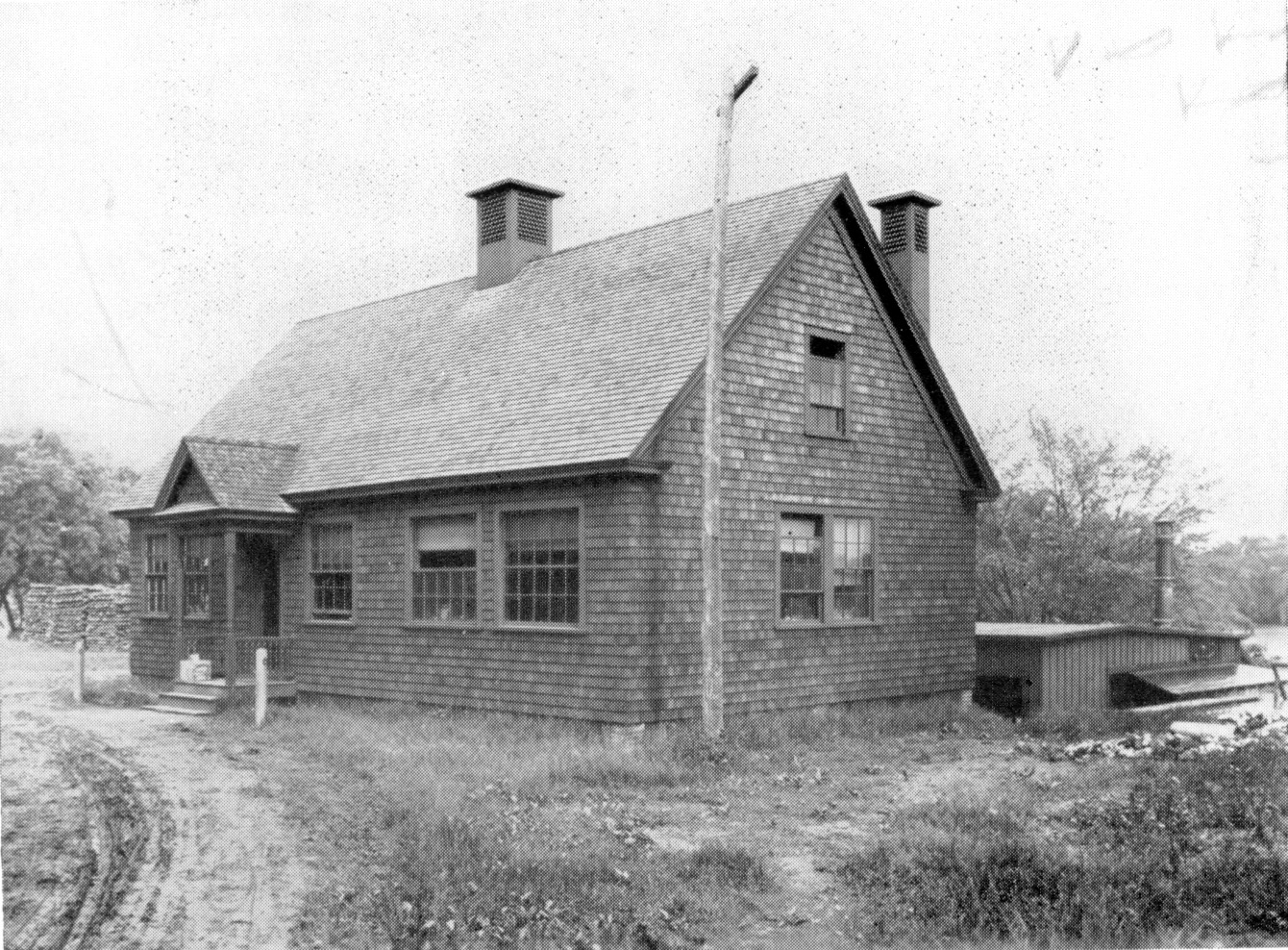
Laborgebäude 1916

Die Lawrence Experiment Station, ab 1993 als Senator William X. Wall Experiment Station, abgekürzt WES, bezeichnet, ist ein US-amerikanisches Ingenieurlabor in Lawrence im Bundesstaat Massachusetts. Aufgrund der geleisteten Pionierarbeiten des Labors im Gebiet der Trinkwasseraufbereitung, der Abwasserbehandlungstechnik und der Industrieabfallentsorgung ist das Labor als ingenieurtechnisches Denkmal ausgezeichnet.

## Geschichte
Die Regierung von Massachusetts verabschiedete 1886 ein umfassendes Programm zum Schutz der Fließgewässer des Staates. Im Rahmen der Umsetzung des Gesetzes gründete die Gesundheitsbehörde Massachusetts das Labor, dessen Hauptaufgabe darin bestand, praktische Methoden zur Behandlung der wachsenden Abwassermenge zu entwickeln, um Verschmutzungen der Oberflächengewässer zu reduzieren. Aus der einfachen Versuchsstation, die sich am Anfang mit Sandfiltern zur Reinigung von Abwasser und Trinkwasser befasste, entstand ein modernes Ingenieurlabor, das eine der ersten Methoden zum Nachweis radioaktiver Partikel in der Wasserversorgung entwickelte. 
Im Jahr 1993 wurde die Station in Senator William X. Wall Experiment Station umbenannt, in Erinnerung an den Demokraten William X. Wall aus Lawrence, der fast 40 Jahre dem Senat und dem Repräsentantenhaus von Massachusetts angehörte.